# Mario Antonio Mojer
Mario Antonio Mojer fue abogado y romanista, profesor titular de la Cátedra I de Derecho Romano de la Universidad Nacional de La Plata (UNLP). Nacido en Buenos Aires, Argentina y fallecido el 1 de marzo de 2008.
Ejercía como abogado de derecho privado y fue consejero académico por el claustro de profesores de la Universidad.
Era integrante de la Asociación de Derecho Romano de la República Argentina y del Instituto de Derecho Civil del Colegio de Abogados del Departamento Judicial de La Plata; autor de numerosas publicaciones sobre esa materia, autor de un libro junto al doctor Haroldo Gavernet -titulado "El Romano, la tierra y las armas"- y destacado panelista en congresos nacionales e internacionales de esta especialidad.
Era un estudioso apasionado de las fuentes y de la historia del Derecho en la cual volcó décadas de estudio por su vocación. Fue miembro del Programa de Docentes Investigadores de la República Argentina. Además dictó clases en el Instituto de Formación Técnica de Martilleros y Corredores Públicos de La Plata.

## Obras
- Haroldo Ramón Gavernet - Mojer, Mario Antonio (1992). El romano, la tierra, las armas : Evolución histórica de las instituciones del derecho romano. La Plata: Editorial Lex. ISBN 950-9076-30-9.

- Mojer, Mario Antonio (1994). La ley de las Doce Tablas. La Plata: UNLP. Facultad de Ciencias Jurídicas y Sociales.

- Mojer, Mario Antonio (1997). Vigencia del derecho romano en la problemática jurídica actual. La Plata: UNLP. ISBN 950-34-0079-1.

- Mojer, Mario Antonio (199?). Successio : Derecho hereditario romano. Universidad Nacional de La Pampa. Facultad de Ciencias Económicas y Jurídicas. ISBN 950-863-020-5.

- Olga L. Salanueva, Matías Bisso, Mario Antonio Mojer, Manuela Graciela González, María Monserrat Lapalma (1999). La familia : De Roma a nuestros días. Un estudio socio-jurídico. La Plata: Universidad Nacional de La Plata. ISBN 950-34-0172-0.[2]

- Mojer, Mario Antonio - Mallo, Enrique Julián - Guillén, Andrés Eduardo. (2000). Valor de la prueba testimonial en el Derecho romano. Madrid: Universidad Rey Juan Carlos.

- Mojer, Mario Antonio (2000). El negocio jurídico. Un estudio introductorio al campo de las obligaciones romanas. Buenos Aires: Editorial La Ley. ISBN 950-527-636-2.

- Mojer, Mario Antonio (2002). El procedimiento romano. Buenos Aires: Editorial La Ley. ISBN 950-527-637-0.

- Mojer, Mario Antonio (2005). El Derecho romano, temas doctrinarios. Casos de la estirpe de los Publio Venator. Buenos Aires: Editorial La Ley. ISBN 987-030-548-2.

## Participación en congresos
- Los impedimentos matrimoniales en el Derecho romano y su recepción en la legislación argentina, en (Actas) I Congreso Iberoamericano de Derecho Romano. Granada, 16, 17 y 18 de febrero de 1995, Granada, 1997, páginas 175-186.

- El Defensor Civitatis. Octubre 1995.

- La legítima en el Derecho romano. XVI Jornadas de Nacionales de Derecho Civil.

- Incidencia de los principios generales del derecho en la regulación de los contratos relativos a la deuda externa. VI coloquio América Latina y Europa. coord. por Antonio Colomer Viadel, 1999, ISBN 84-89743-11-8 , pags. 257-266.

- Valor de la prueba testimonial en el Derecho Romano y su recepción en la legislación actual. Autores: Andrés Eduardo Guillén, María Carolina Fabré, Mario Antonio Mojer, Enrique Julián Mallo. En las actas del VI Congreso Iberoamericano y III Congreso Internacional de Derecho Romano, 2000, ISBN 84-95541-00-9 , pags. 521-530

- Los principios generales del derecho en el Seminario sobre los principios generales del derecho. Autores: Mojer Mario A. - Enrique J. Guillén - Franchini Maria F.

- La representación en Jornadas para la modificación del Código Civil Argentino. 2000.

- El procedimiento judicial romano en Jornadas de Derecho Romano. 2000.

- Los Derechos Reales y las obligaciones romanas en Jornadas de Derecho Romano. 2000. Autores: Mojer Mario A., Guillén Enrique, Mallo Enrique.

- Defensa de la propiedad romana: recepción de la acción reinvindicatoria en el Código Civil argentino en Actas del II Congreso Internacional y V Iberoamericano de Derecho Romano. Coord. por Armando José Torrent Ruiz, 2001, ISBN 84-89493-52-9 , pags. 193-201. Recoge los contenidos presentados a: Congreso Internacional de Derecho Romano (2. 1999)